# رغدة
رغدة (18 يوليو 1957 -)، ممثلة سورية تعيش في مصر.

## عن حياتها
ولدت في حلب في سوريا لأب حلبي وأم لاذقانية،، وجاءت إلى مصر في العام 1980 لكي تكمل دراستها في الأدب العربي في كلية الآداب جامعة القاهرة اتجهت إلى التمثيل وعملت بين مصر وسوريا في السينما والتلفزيون والمسرح ولها مشاركات في الإذاعة ظهر نجاحها في السينما المصرية بعد مشاركتها في فيلم الطاووس عام 1982 مع الفنان صلاح ذو الفقار والمخرج كمال الشيخ. ثم مشاركتها البطولة الفنان دريد لحام والكاتب محمد الماغوط في فيلم الحدود عام 1984 وفيلم التقرير عام 1986، وتعتبر واحدة من نجمات السينما المصرية والعربية في عقدي الثمانينات والتسعينات القرن العشرين.

### حياتها الأسرية
تزوجت من تاجر السجاد «عبد الله الكحال» وأنجبا 3 أبناء هم بثينة، تميمة ومحمد ولم يستمر الزواج بعد ذلك حيث انفصلا.

## أعمالها الأخرى
بالإضافة لعملها في الفن فهي لها أنشطة أدبية متعددة فهي تقرض الشعر ونشرت ديوان في بداية الثمانينات بعنوان «مواسم العشق» وديوان آخر في العام 1996 بعنوان: «يوميات جارية»، ولها قصائد منشورة كما أنها تكتب مقالات في بعض الصحف المصرية.

## مواقفها السياسية
وهي أيضًا مشهورة بمواقفها السياسية المنحازة لقضايا العالم العربي، فشاركت في انتفاضة الأقصى وفك الحصار عن العراق خلال 13 عام وكانت في أول طائرة تكسر الحصار عن بغداد وساهمت في علاج العديد من الأطفال العراقيين في القاهرة وفي لقاء تلفزيوني مع دريم 2 أبدت موقفها من الغزو العراقي للكويت مع المحاور مفيد فوزي قائلة «إن كل المشاكل التي نعاني - أي نحن العرب - منها اليوم بسبب غزو صدام للكويت». وكانت قد وصفت ما يسمّى بـالربيع العربي بأنه «ربيع كاليفورنيا».

## أعمالها

### الأفلام
- 1982: من يطفئ النار
- 1982: الطاووس
- 1983: برج المدابغ
- 1983: الراجل اللي باع الشمس
- 1984: بناتنا في الخارج
- 1984: الحدود
- 1984: أسود سيناء
- 1985: موت سميرة
- 1985: ريال فضة
- 1985: خيوط العنكبوت
- 1985: النشالات الفاتنات
- 1986: السفلة
- 1986: التقرير
- 1986: أحضان الخوف
- 1987: العملاق
- 1988: آسف للإزعاج
- 1989: ترويض الرجل
- 1990: كابوريا
- 1990: الإمبراطور
- 1991: مصرع الذئاب
- 1992: عيون الصقر
- 1992: زوجتي والذئب
- 1993: 85 جنايات
- 1994: رغبات
- 1996: إستاكوزا
- 1996: أبو الدهب
- 1998: مجرم مع مرتبة الشرف
- 1999: فتاة من إسرائيل
- 2001: جحيم تحت الأرض
- 2002: اختفاء جعفر المصري
- 2008: ليلة في القمر
- 2011: المركب

### المسلسلات
- 1973: المفسدون في الأرض
- 1979: ليلة سقوط غرناطة
- 1981: بعثة الشهداء[5]
- 1983: وعادت الأيام
- 1983: عصر الحب
- 1984: أخو البنات
- 1986: لا إله إلا الله (ج2)
- 1986: أزواج لكن غرباء
- 1988: تزوج وابتسم للحياة
- 1988: محاكمة الجيل
- 1990: ألف ليلة وليلة
- 1990: إسطبل عنتر
- 1992: حافة الهاوية
- 1994: الطوفان
- 1996: أحلام فستق
- 1997: العبابيد
- 1997: الدوائر المغلقة
- 2000: وكيل مطلقات
- 2002: البر الغربي
- 2003: أمس لا يموت
- 2004: القرار الأخير
- 2006: على باب مصر
- 2013: الشك
- 2016: جراب حواء
- 2019: الضاهر

### المسرحيات
- 1982: الرهائن
- 1984: إنهم يقتلون الحمير
- 1988: سالومي
- 1999: بودي جارد
- 2005: حكايا لم تروها شهرزاد
- 2006: أصوات قلبت العالم
- 2011: بلقيس
- 2016: الأم الشجاعة

### المسلسلات الإذاعية
- 1999: الآنسة هيام
- 2000: بيتك بيتك
- 2001: عبد الودود عبر الحدود
- 2010: حقيقة الأوهام
- 2015: حب لا يموت

## روابط خارجية
- رغدة على موقع IMDb (الإنجليزية)
- رغدة على موقع قاعدة بيانات الأفلام العربية
- رغدة على موقع قاعدة بيانات الفيلم (الإنجليزية)